# Lysandra florentina
Lysandra florentina är en fjärilsart som beskrevs av Ruggero Verity 1915. Lysandra florentina ingår i släktet Lysandra och familjen juvelvingar. Inga underarter finns listade i Catalogue of Life.